# Tolpis crinita
Tolpis crinita là một loài thực vật có hoa trong họ Cúc. Loài này được Lowe miêu tả khoa học đầu tiên năm 1831.